# Ludwig Anschütz (Chemiker)
Ludwig Anschütz (* 4. August 1889 in Bonn; † 6. Dezember 1954 in Würzburg) war ein deutscher Chemiker und Professor.

## Leben
Anschütz studierte ab 1908 Chemie an den Universitäten in Bonn, München und Marburg, und wurde 1920 in Marburg als akademischer Schüler von Karl Friedrich von Auwers promoviert. Mehrfach wurde sein Studium durch Militärdienste unterbrochen. Bis 1923 war er Vorlesungs- und Unterrichtsassistent am Chemischen Institut der Universität Bonn. Auf eine eineinhalbjährige Tätigkeit als Privatassistent von Wilhelm Schlenk am Chemischen Institut der Friedrich-Wilhelms-Universität Berlin folgte bis 1929 eine mehrjährige Tätigkeit bei Auwers an der Universität Marburg. In diese Zeit fiel auch die Habilitation (1927) mit einer Arbeit „Über aromatische Abkömmlinge der Phosphorsäure und der hypothetischen Orthophosphorsäure P(OH)5, insbesondere Verbindungen mit phosphorhaltigen Heterocyclen“.
1930 folgte Anschütz einem Ruf als planmäßiger außerordentlicher Professor und Vorstand des Organisch-Chemischen Institutes an die Deutsche Technische Hochschule Brünn. 1937 wurde er dort zum ordentlichen Professor ernannt. Am 15. Juni 1939 beantragte er die Aufnahme in die NSDAP und wurde rückwirkend zum 1. April desselben Jahres aufgenommen (Mitgliedsnummer 7.056.492). Er trat zudem am 7. Mai 1938 dem BDO und am 31. Mai 1939 dem NS-Reichskriegerbund bei, wurde Förderer des NSFK am 9. Juni desselben Jahres, trat am 11. Juli dem NS-Bund Deutscher Technik und schließlich am 13. Dezember 1939 der NSV bei. Während des Zweiten Weltkrieges waren Anschütz’ Forschungsarbeiten durch die Übernahme kriegswichtiger Forschungsaufträge geprägt. Nach dem Ende des Zweiten Weltkrieges war Anschütz gezwungen, seine Arbeiten in Brünn einzustellen. Über die kurzen Zwischenstationen Prag und Innsbruck verschlug es Anschütz nach Maßbach (Mainfranken), wo er als Flüchtling unterkam. Von 1950 bis zu seinem Tod gehörte Anschütz als außerplanmäßiger Professor dem Chemischen Institut der Julius-Maximilians-Universität Würzburg an.
Richard Anschütz, früher Professor für organische Chemie an der Universität Bonn, ist der Vater von Ludwig Anschütz. Seine Mutter war Anna Anschütz, eine Tochter des Bonner Physiologen Eduard Pflüger.

## Werk
Er leistete Beiträge zur experimentellen organischen Chemie, wie zur Einwirkung von Phosphorchloriden auf Phenolcarbonsäuren, womit er an Arbeiten seines Vaters Richard Anschütz anknüpfte. Es folgten Studien über die Reaktionen von Brenzcatechin mit diversen Phosphorchloriden. Dabei wurde u. a. phosphorhaltige Heterocyclen erhalten sowie aromatische Ester der Orthophosphorsäure, P(OAr)5.
Anschütz hat 43 wissenschaftliche Arbeiten veröffentlicht.